# Тьонвиль-Эст (кантон)
Тьонвиль-Эст (фр. Thionville-Est дословно Тьонвиль-восток) — упразднённый кантон во Франции, в регионе Лотарингия, департамент Мозель, округ Тьонвиль-Эст.
Численность населения кантона в 2007 году составляла 18962 человека. Код INSEE кантона — 57 52. В составе кантона — восточная часть Тьонвиля. В результате административной реформы в марте 2015 года кантон упразднён.

## Коммуны кантона
| Коммуна  | Население | Почтовый индекс | Код INSEE |
| -------- | --------- | --------------- | --------- |
| Тьонвиль | 18 962 *  | 57100           | 5752      |

- Население части города, входящего в кантон.